# كوا فيروية
كوا فيروية (الاسم العلمي: Coua verreauxi) (بالإنجليزية: Verreaux's Coua)‏ هي نوع من الطيور يتبع جنس الكوا من الفصيلة الواقواقية.